# 和信
 株式会社 和信 （ワシン、英文社名：Washin Co.,Ltd. ）は、かつて存在した、岡山県笠岡市に本社を置く、スーパーマーケットチェーンである。
笠岡市内を中心に、福山市、井原市、里庄町へ出店。最盛期には年間4,000万円以上の利益を計上する高額所得法人に名を連ねる優良企業であった。しかし、近年では近隣に複合商業施設がオープンするなど競争が厳しさを増し、赤字経営が続くなど影響を受けていた。地元住民によるスーパーの存続の署名運動もあったが、2008年8月、廃業となった。

## 沿革
- 1961年 - 3月3日、福山市内の店舗の進出に対抗して笠岡市内の商業者らが共同出資して設立。[要出典]
- 2008年 - 8月2日、最終の売り尽くしセールを行ない廃業。[要出典]

## 店舗

### かつて存在した店舗
笠岡市
殿川店 - 跡地には、オンリーワン（広島県福山市のスーパーマーケット）笠岡駅前店が出店している。
番町店 - 笠岡市三番町1
金浦店
井原市
井原店
浅口郡里庄町
里庄店 - （株）ファインによるフランチャイズ店。和信解散後独立経営に戻り、「ファイン・フードセンターおの」として営業。
広島県福山市
福山店 - 福山市大門町4-83

## 出演
1999年、フジテレビ「めちゃ×2イケてるッ!」で放送された「日本一周ええ仕事の旅」で、SMAPの中居正広がワシン感謝祭の広告（紳士ジーンズフェア「ジェフリー4024251」「ジャストフォーユー」「WEJ」）のモデルを務めた。